# 청롄수

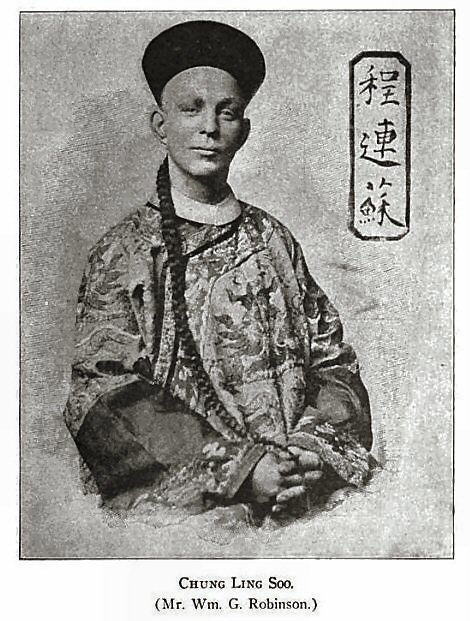

청롄수(예명, 중국어: 程連蘇; 병음: Céng Liánsū), 청링수(Chung Ling Soo), 윌리엄 엘스워스 로빈슨(William Ellsworth Robinson, 1861년 4월 2일 ~ 1918년 3월 24일)는 미국의 마술사였다. 자신을 영어를 거의 하지 못하는 중국인으로 거짓 표현하기 위해 자신의 행동에서 노란색 얼굴을 광범위하게 사용한 것과 총알 캐치 트릭 실패로 인한 우연한 죽음으로 오늘날 대부분 기억된다.

## 어린 시절
로빈슨은 뉴욕주 웨스트체스터 카운티에서 제임스 캠벨 로빈슨과 그의 아내 사라 로빈슨 사이에서 태어난 세 자녀 중 첫째로 태어났다. 그의 부모는 모두 스코틀랜드 출신이었다. 가족은 맨해튼에 정착했고 제임스 로빈슨은 찰스 "찰리" 화이트의 민스트럴 쇼를 투어했다. 제임스 로빈슨은 "James Campbell", "H. J. Campbell"및 "Professor Campbell"이라는 다양한 이름으로 공연했으며 그의 전문 분야에는 흉내 내기, "방언 노래", 최면술, 복화술 및 마술이 포함되었다. 나중에 아들에게 마술을 부리는 방법을 가르쳤다.